# Karl Kutzbach
Franz Karl Kutzbach (* 19. März 1875 in Trier; † 25. April 1942 in Dresden) war ein Maschinenbauingenieur und Wissenschaftler. Seit 1913 Professor an der TH Dresden, forschte er hauptsächlich an der Weiterentwicklung von Zahnradgetrieben und schuf unter anderem den Kutzbachplan.

## Leben
Kutzbach war Kind einer Kaufmannsfamilie, sein Bruder war der Trierer Stadtkonservator Friedrich Kutzbach. Karl Kutzbach wuchs im damals preußischen Trier auf und schloss seine Schulzeit 1893 mit dem Abitur am Friedrich-Wilhelm-Gymnasium ab. Danach studierte er an den Technischen Hochschulen Aachen und Berlin von 1893 bis 1897 Maschinenbau. Als Student wurde Kutzbach jeweils Mitglied von katholischen Verbindungen des KV, in Aachen bei der Carolingia, in Berlin bei der Burgundia, jetzt Askania-Burgundia. Später wurde er noch Ehrenphilister der KV-Verbindung Saxo-Lusatia in Dresden.
Nach Abschluss des Studiums war Kutzbach zunächst Assistent bei Professor Alois Riedler an der TH Berlin und beschäftigte sich mit Kolbenmaschinen. Von 1900 bis 1913 war er als Spezialist für Verbrennungsmotoren in einem Konstruktionsbüro bei MAN tätig.
Die Technische Hochschule Dresden berief Kutzbach zum 1. Oktober 1913 als ordentlichen Professor für Maschinenelemente, der damit als erste Person überhaupt diesen Lehrstuhl der Mechanischen Abteilung innehatte. Im Jahre 1917 wurde er wegen des Ersten Weltkrieges in die Flugzeugmeisterei des heutigen Berliner Ortsteils Adlershof eingezogen. Sie war am Flugplatz Johannisthal stationiert und nutzte während des Krieges die Anlagen der Deutschen Versuchsanstalt für Luftfahrt. Kutzbach sammelte bis zu seinem Dienstzeitende im Dezember 1918 Erfahrungen mit Flugmotoren, die er 1921 auch publizierte.
Im Jahre 1919 wurde Kutzbach Direktor der Maschinentechnischen Abteilung des Materialprüfamtes der TH Dresden und setzte die an der Hochschule von Richard Stribeck begründete Zahngetriebeforschung fort. Er beschäftigte sich vordergründig mit der Weiterentwicklung von Zahnrädern und Keilriemen und arbeitete auch an der Verbesserung von Stufenlosgetrieben, Kupplungen sowie Kreuzgelenken. Eine seiner wesentlichen Leistungen ist der nach ihm benannte Kutzbachplan, ein graphisches Verfahren, mit dessen Hilfe die Ermittlung von Drehzahl und Geschwindigkeit der Bestandteile von Planetengetrieben stark vereinfacht wurde.
Außerdem erwarb sich Kutzbach ab 1922 große Verdienste auf dem Gebiet der Normung von Federn und Zahnrädern. Auf ihn gehen unter anderem die DIN-Normen 870 und 867 zurück, womit er einen Beitrag zur Fortentwicklung der Evolventenverzahnung beispielsweise bei Kegelradgetrieben leistete. Die Technische Hochschule Hannover verlieh ihm 1928 den Ehrendoktortitel. Aus einem Briefwechsel mit dem Göttinger Strömungsmechaniker Ludwig Prandtl geht hervor, dass sich Kutzbach ab 1930 und damit recht früh auch mit der Raketentechnik befasst hat.
Im November 1933 unterzeichnete Karl Kutzbach das Bekenntnis der deutschen Professoren zu Adolf Hitler. Er starb 1942 in Dresden. Im Jahre 1961 wurde nach ihm der Kutzbach-Bau benannt, ein ab 1958 errichtetes Gebäude der TU Dresden, in dem heute die Professuren für Fluid-Mechatronische Systemtechnik sowie für Werkzeugmaschinenentwicklung und adaptive Steuerungen ihren Sitz haben.

## Werke (Auswahl)
- H. Dechamps, K. Kutzbach: Prüfung, Wertung und Weiterentwicklung von Flugmotoren. Berlin 1921.
- K. Kutzbach: Grundlagen und neuere Fortschritte der Zahnraderzeugung. Berlin 1925.